# 谷米乡
谷米乡，是中华人民共和国四川省凉山彝族自治州雷波县曾经下辖的一个乡。2020年6月，撤销谷米乡，原谷米乡所属行政区域为渡口镇的行政区域。

## 行政区划
谷米乡撤销前下辖以下地区：
下坝村、谷米村、岩峰坪村、新堰村、柏木村、关村和四方石村。